# Вуд (озеро)
Вуд (англ. Wood Lake) — озеро в провинции Британская Колумбия (Канада).

## География
Расположено в южной части провинции, в долине Оканаган, северо-восточнее города Келоуна и восточнее крупного озера Оканаган. Площадь озера составляет 9 км², максимальная глубина — 34 метра. Высота над уровнем моря 391 метр.
В водах озера водится озёрная форель.
Названо в честь Тома Вуда, который поселился на южном берегу озера примерно в 1860 году.